# Зиберт, Даниэль
Даниэ́ль Зи́берт (нем. Daniel Siebert; род. 4 мая 1984, Восточный Берлин) — немецкий футбольный судья, судья ФИФА с 2015 года.

## Карьера
Родился в Берлине, работал судьёй клуба «Норд Ост берлин». Работает арбитром с 1998 года. В 2007 году был включен в список арбитров Немецкого футбольного союза. В 2009 году дебютировал во Второй Бундеслиге. Был назначен судьей Бундеслиге на сезон 2012/2013, дебютировал как арбитр в матче «Шальке 04» против «Аугсбурга», показал три желтые карточки.
24 октября 2014 года, официально заменил Вольфганга Штарка в списке судей ФИФА и стал самым молодым немецким судьей ФИФА. 29 мая 2015 года дебютировал на международном уровне обслужив матч квалификационного раунда ЧЕ-2015 (до 19 лет), Португалия против Турции. 9 июня работал на товарищеском матче ФИФА между Люксембургом и Молдавией.
Обслужил 3 матча в ходе Евро-2020. Работал на матче группы D, Шотландия — Чехия, группе E, Швеция—Словакия и матч 1/8 финала Уэльс против Дании. Попал в список арбитров на ЧМ-2022.
В апреле 2024 года был отобран одним из главных арбитров в числе 19 судейских бригад для обслуживания матчей Чемпионата Европы по футболу, который прошёл в июне-июле 2024 года в Германии.

### Чемпионат мира 2022
| Стадия         | Дата           | Место                 | Команда 1 | Команда 2 | Результат | Предупреждён | Red card | Пенальти |
| -------------- | -------------- | --------------------- | --------- | --------- | --------- | ------------ | -------- | -------- |
| Групповой этап | 26 ноября 2022 | Эль-Джануб, Эль-Вакра | Тунис     | Австралия | 0:1 (0:1) | 3 — 0        | 0 — 0    | 0 — 0    |
| Групповой этап | 2 декабря 2022 | Эль-Джануб,Эль-Вакра  | Гана      | Уругвай   | 0:2 (0:2) | 2 — 5        | 0 — 0    | — 0      |

### Чемпионат Европы 2024
| Стадия         | Дата         | Город              | Стадион             | Команда 1 | Результат | Команда 2 | Предупреждён | Red card | Пенальти |
| -------------- | ------------ | ------------------ | ------------------- | --------- | --------- | --------- | ------------ | -------- | -------- |
| Групповой этап | 22 июня 2024 | Гамбург            | «Фолькспаркштадион» | Грузия    | 1:1 (1:0) | Чехия     | 4 - 5        | 0 - 0    | - 0      |
| Групповой этап | 26 июня 2024 | Франкфурт-на-Майне | «Вальдштадион»      | Словакия  | 1:1 (1:1) | Румыния   | 1 - 3        | 0 - 0    | 0 -      |